# Троицкий собор (Осташков)
Собор Троицы Живоначальной — православный собор в Осташкове, Тверская область. Находится рядом с Воскресенским храмом в бывшей Осташковской крепости. В настоящее время собор не действует, в его здании располагается Осташковский краеведческий музей.
Памятник архитектуры федерального значения. Находится по адресу ул. Печатникова, д. 4.
Каменный Троицкий собор был заложен в 1685 году, строительство завершилось в 1697 году. Стоит на месте деревянного храма 1599 года постройки. В середине XVIII века рядом с ним возвели отдельно стоящую колокольню.
Имеет пять престолов: главный во имя Троицы Живоначальной, придельные во имя Оковецкой Иконы Божией Матери, Параскевы Иконийской, Георгия Победоносца и Николая Чудотворца.
В течение своего существования Троицкий собор несколько раз перестраивался, менялась отделка и внешний вид.
В храме трудился в конце XVIII века известный своими работами в храмах Нило-Столобенской пустыни лепщик Кондратий Конягин, которому современные искусствоведы приписывают почитаемое как чудотворное изображение преподобного Нила Столобенского. В это же время в храме работали Илья Верзин и Семён Уткин. Они же, предположительно, расписывали храмы монастыря Нилова Пустынь.
В 1920-х годах собор был закрыт.
В 1970-х собор реконструировали, руководил работами архитектор-реставратор Владимир Якубени. С 1977 года в здании собора размещается Осташковский краеведческий музей.

## Галерея

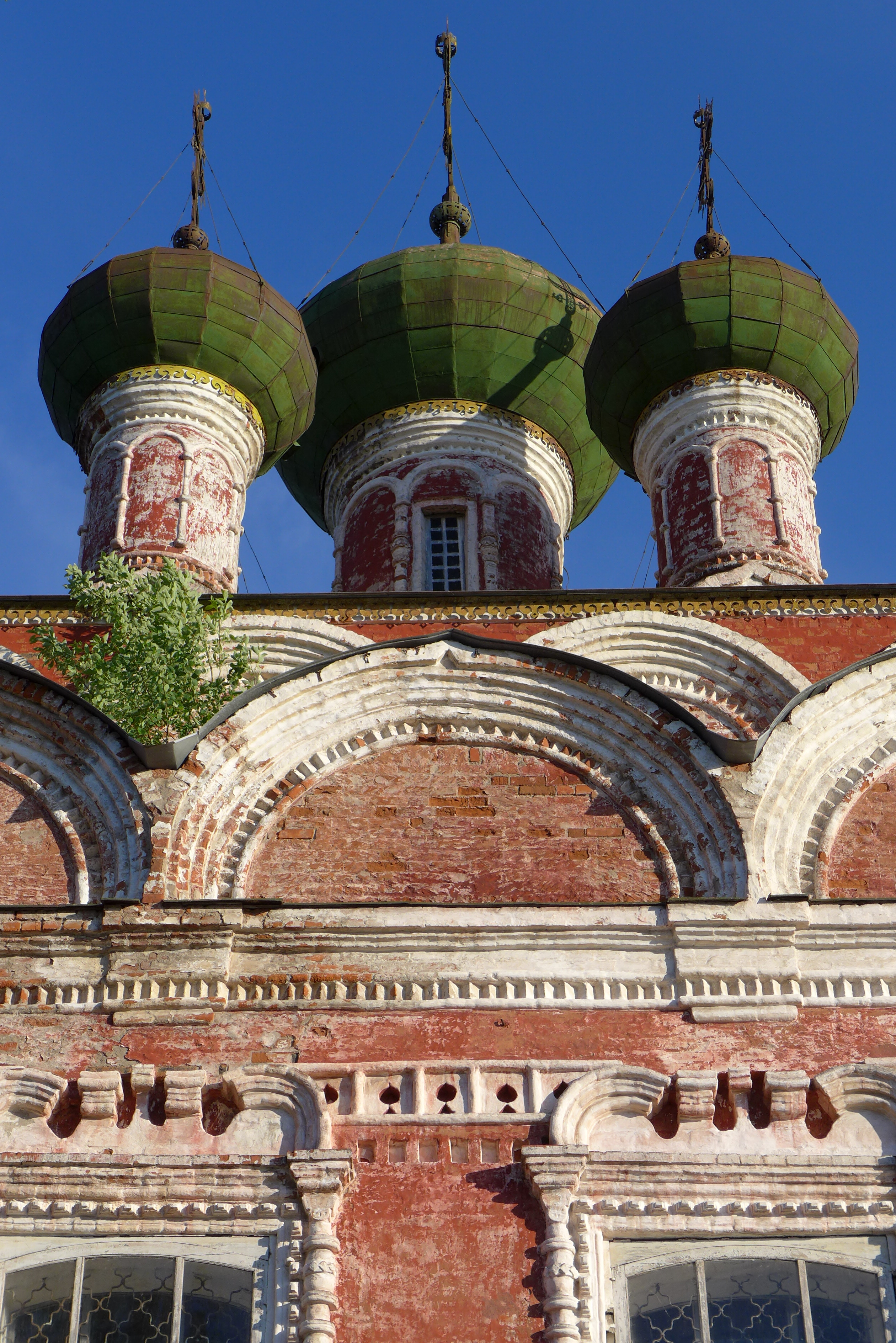
Купола.
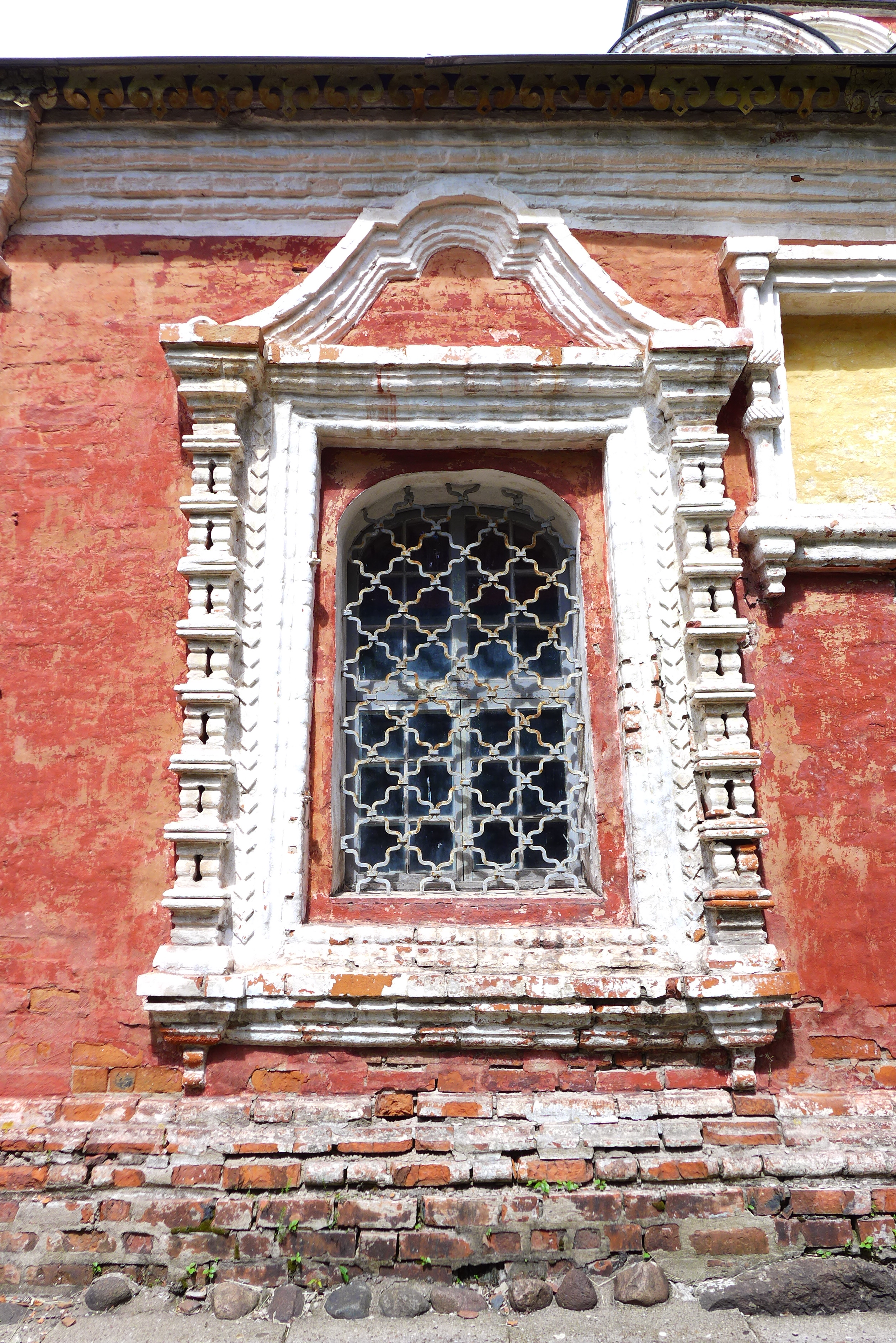
Окно.
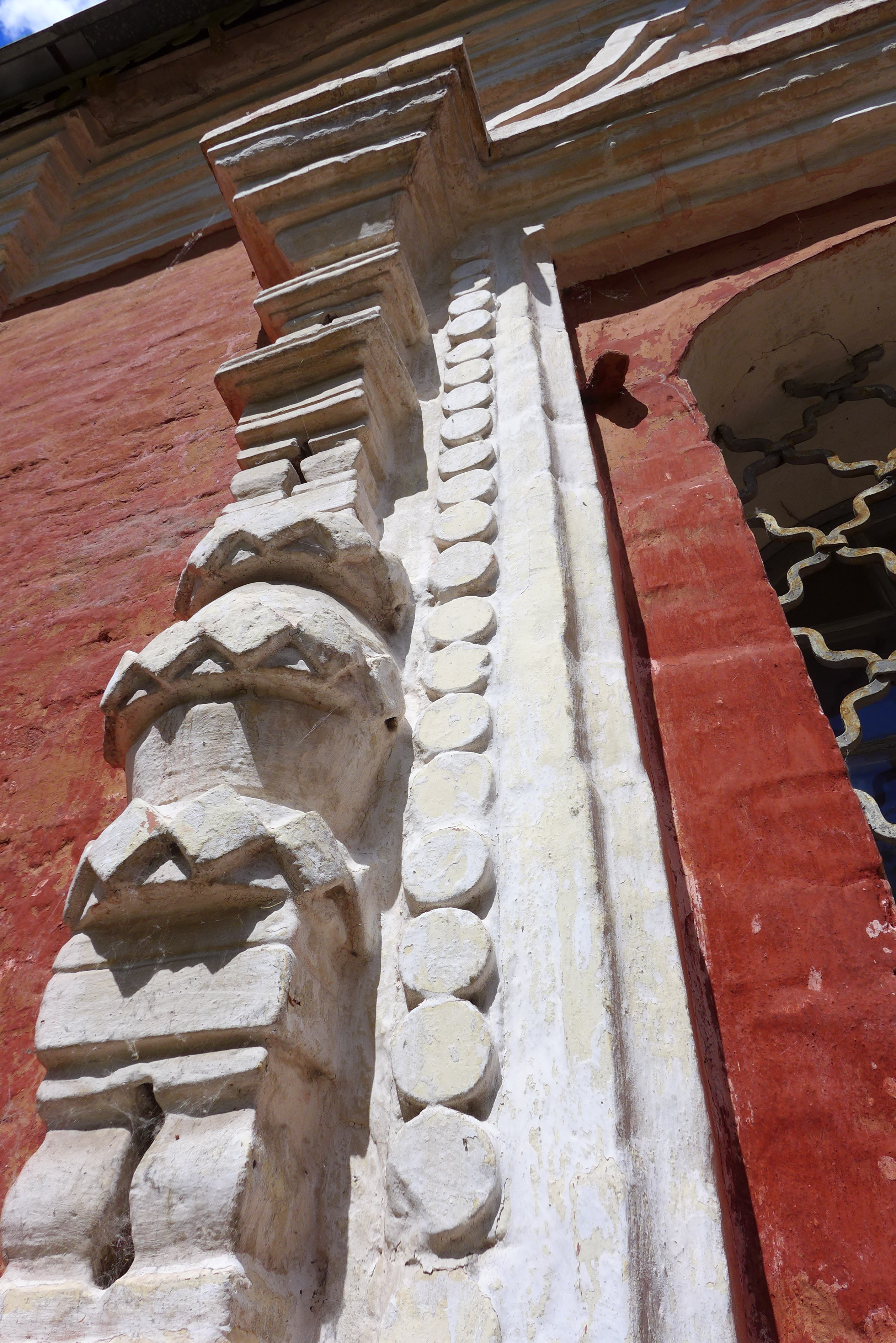
Отделка окна (фрагмент).
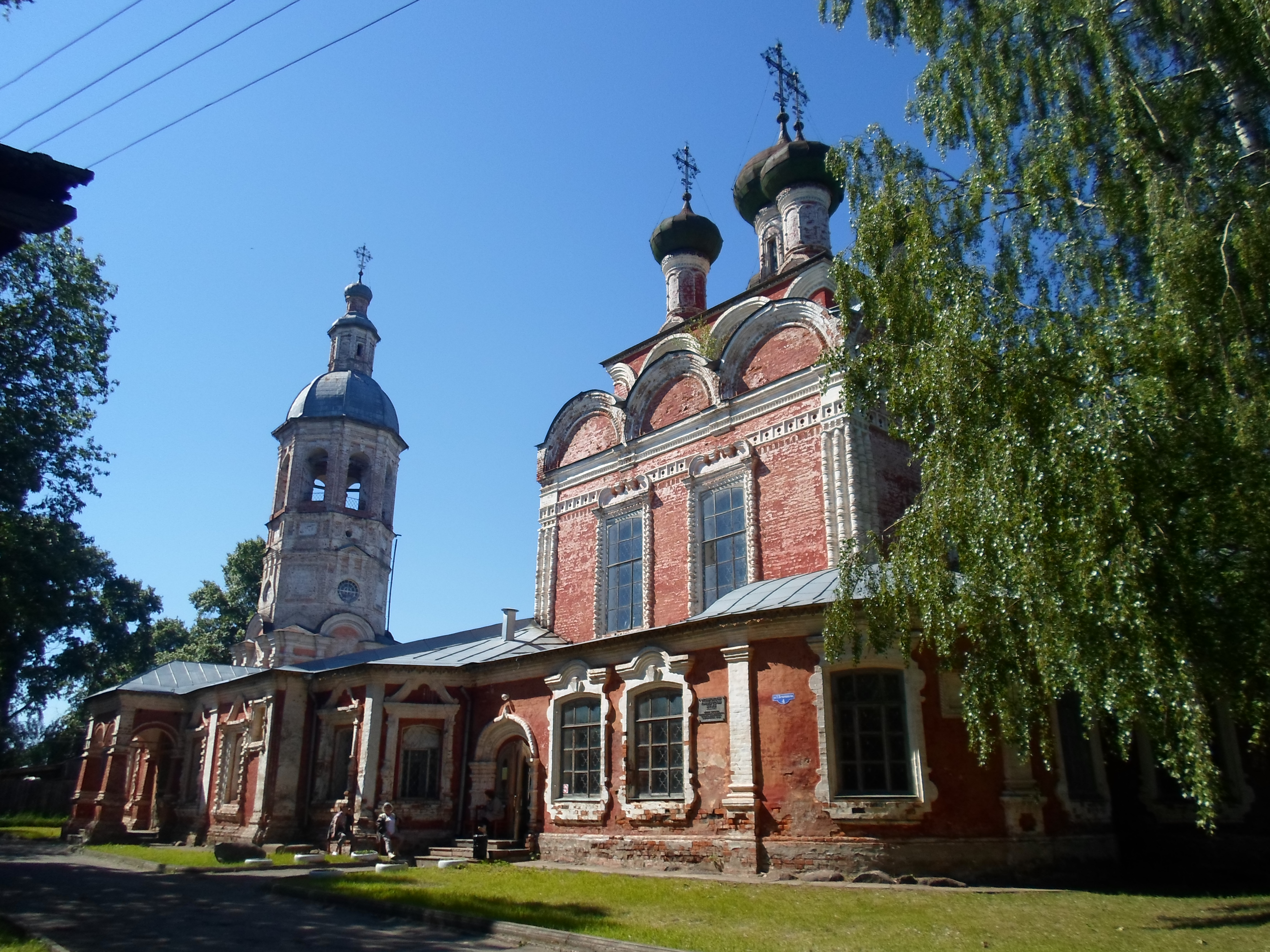
Рядом колокольня.